# Paul Schulte
Paul Schulte O.M.I. (1896–1975), était un prêtre et missionnaire allemand, connu sous le nom de « Prêtre volant », qui fonda la MIVA (« Missionary International Vehicular Association ») pour fournir des automobiles, des bateaux et des avions au service des missions catholiques à travers le monde.

## Biographie
Le déclenchement de la Première Guerre mondiale  interrompt la formation sacerdotale de Paul Schulte. Il est conscrit et sert dans le 4e régiment des grenadiers de la garde prussienne. Après 2 ans et demi de service, il est blessé. Rétabli, il s'enrôle dans l'aviation, suit une formation de pilote et sert en Palestine. Après la guerre, il reprend ses études au scolasticat de Hünfeld. En 1922, il y est ordonné prêtre oblat des Missionnaires Oblats de Marie Immaculée. Pour sa première mission, il est envoyé en Afrique du sud.
En 1925, son ami d'enfance et compagnon d'armes, le père Otto Fuhrmann, meurt dans le sud-ouest de l'Afrique d'une pneumonie aggravée par le paludisme. Il lui avait fallu cinq jours pour rejoindre l'hôpital de la mission protestante finlandaise où il est décédé. Cela mène le père Schulte à fonder la MIVA, soit la Missionalium Vehiculorum Association, en latin, ou la Missionary International Vehicular Association en anglais ; pour fournir des formations et des véhicules modernes aux missionnaires, notamment en Afrique, en Asie et en Amérique latine. La devise de la MIVA est Obviam Christo terra marique et in aera, c'est-à-dire « Vers le Christ sur terre, sur mer et dans les airs ». Malgré une certaine opposition de ses supérieurs, il reçoit finalement la bénédiction de l'archevêque de Cologne. En 1929, Schulte entreprend son premier voyage aux États-Unis pour collecter des fonds. Finalement, le pape lui-même donné son approbation sans réserve au projet MIVA.
En 1936, le père Paul Schulte s'envole pour les États-Unis à bord du dirigeable Hindenburg. Avec la permission du pape, il y célèbre la première messe aérienne au monde, à la mémoire de son frère, le lieutenant Franz Schulte, décédé de la grippe en 1919 alors qu'il était prisonnier de guerre au camp de Raikeswood, en Angleterre,,. À cette époque, la MIVA a déjà acheté une douzaine d'avions et plus de 150 automobiles et bateaux à moteur, utilisés dans les missions catholiques en Albanie, en Lettonie, en Afrique, à Madagascar, en Corée,en Nouvelle-Guinée, au Brésil et dans les Îles Salomon.
Paul Schulte est ensuite affecté au sein d'une paroisse du nord du Canada. En août 1938, il y organise une évacuation médicale de 2 200 milles pour le père Julien Cochard d'Arctic Bay, la mission catholique la plus au nord du monde.
Schulte est transféré au séminaire St. Henry à Belleville, dans l'Illinois, pendant la Seconde Guerre mondiale, où il a contribue à la fondation du sanctuaire national de Notre-Dame-des-Neiges. Il continue son travail avec MIVA jusqu'à sa mort en 1975, à Swakopmund, en Namibie. Il est inhumé près de son ami d'enfance, le père Otto Fuhrmann.
En 2007, la MIVA célébrait son 80e anniversaire. À ce moment, elle possède des succursales en Europe, aux États-Unis et en Corée, et continue de collecter des fonds pour fournir des avions et même des chevaux aux missions catholiques.

## Publications
- Le missionnaire volant, 1936
- Le prêtre volant au-dessus de l'Arctique ; une histoire de glace éternelle et d'amour éternel, 1940
- Le prêtre volant en Afrique

## Films
- La Croix survolant les glaces polaires,1937 [9]